# Vrydagzynea schumanniana
Vrydagzynea schumanniana là một loài thực vật có hoa trong họ Lan. Loài này được Kraenzl. miêu tả khoa học đầu tiên năm 1905.